# Operacja Himmler (film)
Operacja Himmler – polski film historyczny, będący rekonstrukcją przebiegu prowokacji gliwickiej.
Lokacja: Gliwice.

## Obsada aktorska
- Stanisław Frąckowiak – sturmbannführer Alfred Naujocks, dowódca operacji gliwickiej
- Eugeniusz Kujawski – obergruppenführer Reinhard Heydrich, organizator prowokacji
- Wirgiliusz Gryń – sturmbannführer Hoffmann, komendant szkoły szermierczej SS
- Janusz Sykutera – szef Gestapo Heinrich Müller
- Andrzej Mrożewski – oberführer Herbert Mehlhorn
- Ryszard Pietruski – Adolf Hitler
- Tomasz Zaliwski – gen. Wacław Stachiewicz, szef sztabu generalnego
- Leszek Świgoń – wykładowca w szkole szermierczej SS
- Jerzy Moes – oficer Gestapo
- Paweł Unrug – oficer SS w szkole szermierki
- Jerzy Fedorowicz – Schmidt, uczestnik akcji
- Andrzej Wojaczek – Werner, uczestnik akcji
- Andrzej Gazdeczka – Rudi, komendant obozu koncentracyjnego
- Ryszard Kotys – więzień-„konserwa”
- Antoni Jurasz – niemiecki kolonista Rolf
- Adam Baumann – uczestnik akcji podpalenia gospodarstwa
- Ferdynand Matysik – pułkownik von Kluge, dowódca odcinka
- Aleksander Mikołajczak – Niemiec robiący zastrzyki
- Olgierd Łukaszewicz – Schollenberg, przyjaciel Melhorna
- Józef Kalita – doktor Vogel